# Comando supremo militare italiano
Il Comando supremo militare italiano era l'organo di vertice delle forze armate italiane, tra il 1915 e il 1920, durante la partecipazione dell'Italia nella prima guerra mondiale.

## Storia
Fu istituito nel Regno d'Italia durante la prima guerra mondiale, il 24 maggio 1915, con sede operativa a Villa Volpe a Fagagna e dal mese di giugno nel Liceo classico Jacopo Stellini di Udine.
Il Comando Supremo del Regio Esercito fu sciolto il 1º gennaio 1920 e parte delle sue competenze passarono allo Stato Maggiore del Regio Esercito.
Tra il 1941 e il 1945 fu istituito il Comando Supremo italiano.

## Organizzazione
Era suddiviso in tre organi principali, l'Ufficio del Capo di stato maggiore dell'Esercito Italiano Tenente Generale Luigi Cadorna, il Reparto Operazioni e il Quartier generale, composti da un certo numero di uffici ciascuno.

### Organizzazione

#### Ufficio del Capo di Stato Maggiore dell'Esercito
- Ufficio Segreteria del Capo di Stato Maggiore dell'Esercito
- Ufficio Ordinamento e Mobilitazione
- Ufficio Tecnico
- Gruppo Ufficiali a Disposizione

#### Reparto Operazioni
- Segreteria
- Ufficio Informazioni (Ufficio I del comando supremo)
  - Segreteria
  - 1ª Sezione Informazioni (competente sul fronte Giuliocarnico)
  - 2ª Sezione Informazioni (competente sul fronte Tirolo-Tridentino)
  - 3ª Sezione Informazioni
    - Servizio Controspionaggio
    - Servizio Polizia Militare

  - 4ª Sezione Informazioni
    - Servizio Cifra
    - Sezione Stampa
    - Nucleo Traduttori e Interpreti
    - Nucleo Ufficiali a Disposizione
    - Reparto Crittografico
- Ufficio Situazioni di Guerra
- Ufficio Armate
- Ufficio Affari Vari
- Ufficio Servizi Aeronautici con alle dipendenze il III Gruppo (poi 3º Gruppo caccia terrestre)

#### Quartier Generale
- Comando del Quartier Generale
- Nucleo per il Servizio Corrispondenza
- Nucleo per il Servizio Postale
- Nucleo per il Servizio Medico
- Nucleo per il Servizio Veterinario
- Nucleo per il Servizio Mense
- Sezione Carabinieri Reali
- Sezione per il Treno d'Artiglieria
- Plotone Attendenti Ufficiali Montati
- Plotone Attendenti Ufficiali Non Montati
- Ufficio d'Amministrazione
- Laboratorio Tipolitografico
- Drappello Automobilisti

#### Riparti Aggregati
- Riparto Disciplina e Avanzamento
  - Ufficio Segreteria e Ricompense
  - Ufficio Disciplina
  - Ufficio Avanzamento
  - Ufficio Giustizia Militare
- Comando Generale d'Artiglieria
- Comando Generale del Genio
- Comando Superiore dei Carabinieri Reali
- Segretariato Generale Affari Civili
- Intendenza Generale

L'8 novembre 1917, dopo la Battaglia di Caporetto, la sede, dopo aver ripiegato dal 27 ottobre a Palazzo Revedin di Treviso, poi a Palazzo Dolfin di Padova, poi nella villa di Bruno Brunelli Bonetti a Tramonte di Teolo è stabilita all'Hotel Trieste di Abano Terme agli ordini del Generale Armando Diaz.

### Ordinamento del 09.08.1919
Il 9 agosto 1919, in concomitanza con il trasferimento della sua sede da Abano Terme a Roma, il Comando Supremo assunse il seguente ordinamento:
- Quartier Generale
  - Reparto Operazioni
    - Ufficio O (Operazioni)
    - Ufficio A (Addestramento)
    - Ufficio E (Esteri)
    - Ufficio I (Informazioni)
    - Ufficio Storico

  - Reparto Ordinamento e Servizi
    - Ufficio M (Mobilitazione)
    - Ufficio R (Reclutamento)
    - Ufficio S (Servizi)
    - Ufficio T (Trasporti)